# Miss Sixty (Film)
Miss Sixty ist eine Filmkomödie der Regisseurin Sigrid Hoerner aus dem Jahr 2014. Der Spielfilm basiert auf einem Drehbuch der britisch-deutschen Drehbuchautorin Jane Ainscough und handelt von der sechzigjährigen Molekularbiologin Luise Jansen, verkörpert von Iris Berben, die nach ihrer Zwangspensionierung beschließt, sich ihren späten Kinderwunsch zu erfüllen. Über den von ihr erwählten Samenspender lernt sie dessen Vater, den junggebliebenen Galeristen Frans, gespielt von Edgar Selge, kennen, für den sie zunächst Verabscheuung empfindet, mit der Zeit jedoch mehr als nur freundschaftliche Gefühle entwickelt.
Hoerners Regiedebüt wurde von der Moneypenny Filmproduktion, Bavaria Pictures, Senator Film und der EMF Eberhard Müller Filmproduktion produziert und zwischen Juli und August 2013 in Nordrhein-Westfalen gedreht. Neben Berben und Selge traten unter anderem Carmen-Maja Antoni, Björn von der Wellen, Jördis Richter, Götz Schubert und Michael Gwisdek vor die Kamera. In Deutschland wurde die Screwball-Komödie am 24. April 2014 freigegeben, wo der Film auf gemischte Kritiken stieß und mehr als 100.000 Besucher in die Kinosäle locken konnte.

## Handlung
Luise Jansen, Molekularbiologin am Bertrand-Kruger-Institut, erhält an ihrem 60. Geburtstag von ihrem Chef und früheren Geliebten Bernhard nach vierzig Jahren Dienstzugehörigkeit die Kündigung, nachdem sie Konkurrentin Marlies während der Arbeit den Daumen gebrochen hat, als diese ungefragt Luises Zentrifuge benutzen wollte. Als Abschiedsgeschenk übergibt ihr Marlies eingefrorene Eizellen, die Luise zwanzig Jahre zuvor in dem Institut zu Forschungszwecken hat einfrieren lassen.
Ihre neu gewonnene Freizeit nutzt sie, um ausgiebige Spaziergänge im Park zu unternehmen. Dabei lernt sie den durch einen Hexenschuss vorübergehend bewegungsunfähig gewordenen Galeristen Frans kennen, der sie bittet, ihn in seiner Not ins Krankenhaus zu bringen. Der Liebhaber junger Frauen, der eine Affäre mit seiner Praktikantin Romy unterhält, lebt gemeinsam mit seinem Sohn, dem Redakteur Max, in einer Wohngemeinschaft und rennt verzweifelt seiner Jugend hinterher.
Luise, die mit ihrer Mutter Doris zusammenlebt und das Leben im Ruhestand als Bestrafung empfindet, versteift sich auf die Idee, dass sie sich mit ihren Eizellen ihren langgehegten Wunsch, Mutter zu werden, endlich erfüllen kann. Auf der Suche nach „Durchschnittssperma“ stößt sie auf Max, der Jahre zuvor Sperma an eine Samenbank gespendet hat. Als sie ihm hinterherschnüffelt, muss sie zu ihrem Entsetzen feststellen, dass dieser Frans' Sohn ist.
Als Luise und Frans sich am nächsten Tag zufällig im Kaufhaus wiedersehen, beschließen sie, gemeinsam essen zu gehen. Obwohl die beiden sich zunächst kaum ausstehen können, fassen sie bei einer Flasche Wein Vertrauen zueinander und freunden sich an. Nach einem gemeinsamen Abend schlafen sie schließlich auch wenige Tage später miteinander. Aufkeimenden Gefühlen zu trotz gehen sie anschließend getrennte Wege, als Luise sich von Frans nicht abbringen lassen will, doch noch Mutter zu werden.
Als Doris kurze Zeit später unerwartet verstirbt, verfällt Luise in tiefe Depression. Frans, der von Doris' Tod erfahren hat, sucht Luise Zuhause auf, wo er durch Zufall auf Max' Steckbrief von der Samenbank stößt. Es kommt erneut zum Streit zwischen den beiden. Luise, die einem Neuanfang in einer anderen Stadt plant, sucht ihn einige Tage später in seiner Galerie auf, um sich bei ihm zu entschuldigen und mitzuteilen, dass sie ihre Mutterpläne verworfen hat. Frans realisiert, dass er sich bereits verliebt hat und gesteht Luise kurz vor ihrer Abreise seine Gefühle. Gemeinsam lassen sie Luises Eier den Rhein hinabtreiben.

## Hintergrund

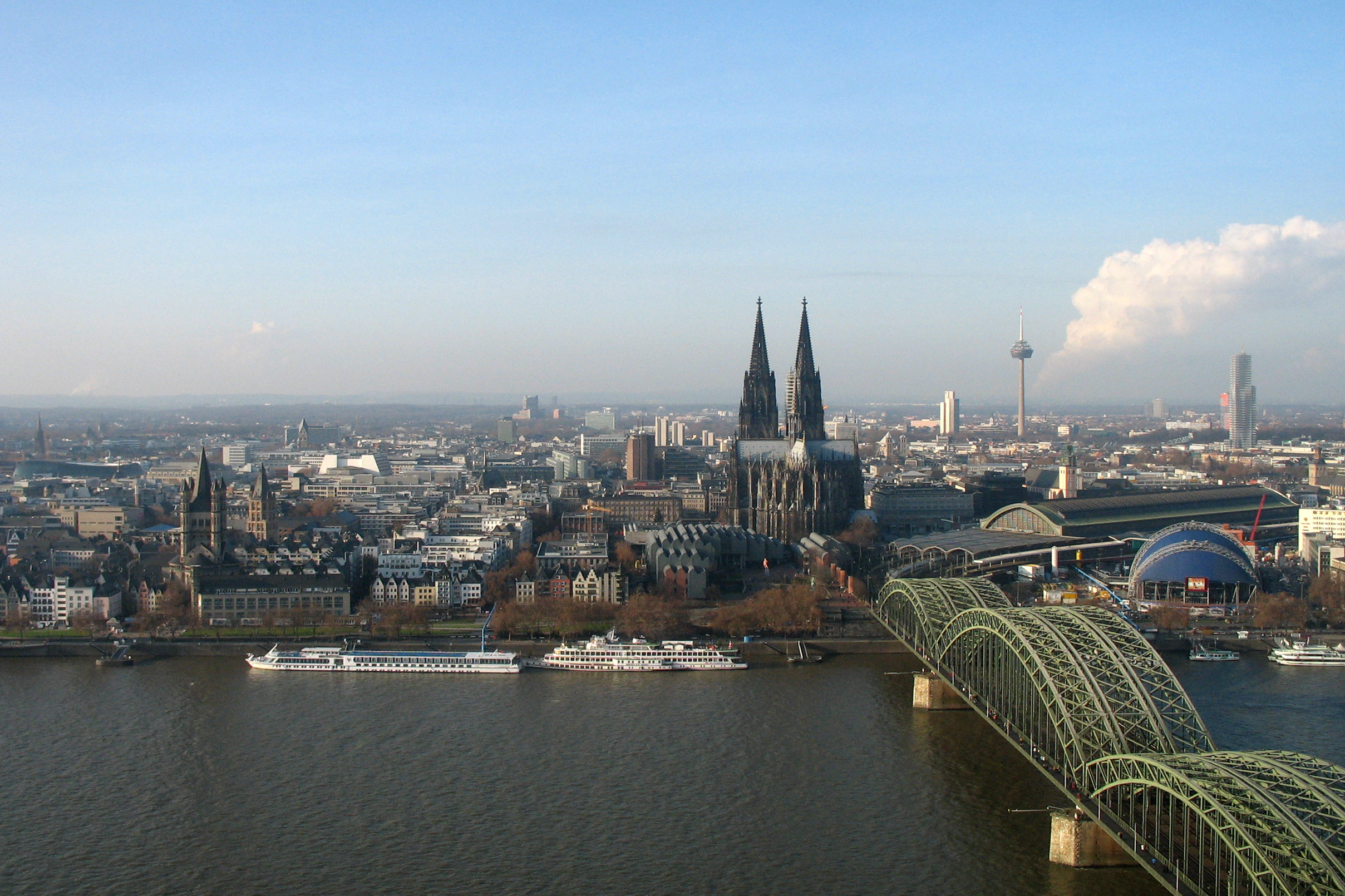
Als Spiel- und Hauptdrehort fungierte die Rheinmetropole Köln.

Drehbuchautorin Jane Ainscough wurde von einem Artikel in der britischen Tageszeitung The Guardian inspiriert, der von einer 63-jährigen Engländerin berichtete, die trotz ihres fortgeschrittenen Alters Mutter geworden war. Miss Sixty ist das Regiedebüt von Filmproduzentin Sigrid Hoerner, die gemeinsam mit Ainscough den Stoff entwickelte. Gedreht wurde das Projekt zwischen 23. Juli und 30. August 2013 in Köln und Umgebung. Das textlastige Drehbuch der Screwball-Komödie forderte von den Darstellern ein schnelles Spiel. Hoerner verlangte demnach große Textsicherheit am Set.
Die Herstellung von Miss Sixty oblag der Moneypenny Filmproduktion, Bavaria Pictures, Senator Film und der EMF Eberhard Müller Filmproduktion in Koproduktion mit Degeto Film sowie den Sendern Westdeutscher Rundfunk (WDR) und arte. Neben Hoerner traten Corinna Eich und Helge Sasse als Produzenten in Erscheinung. Die Redaktion lag bei Christine Strobl und ihrem Kollegen Roman Klink sowie Sophie Seitz und Andreas Schreitmüller. Gefördert wurde die Produktion von der Film- und Medienstiftung NRW, dem Deutschen Filmförderfonds (DFFF), der Filmförderungsanstalt (FFA),  der Behörde für Kultur und Medien sowie der Filmförderung Hamburg Schleswig-Holstein (FFHSH).

## Kritiken
Thomas Gehringer lobte im Tagesspiegel die „schnellen, humorvollen Dialoge von Drehbuch-Autorin Jane Ainscough“, außerdem sei das Thema aktuell und relevant.  Der Film gehe ausgesprochen unverkrampft, aber durchaus ernsthaft mit den Fragen um, die die Möglichkeiten der künstlichen Befruchtung aufwerfen. Er resümierte: „Mehr muss man von einer Komödie nicht erwarten.“ In der Westdeutschen Allgemeinen Zeitung befand Dagmar Hornung, die „charmante Komödie“ sei mit Iris Berben bestens besetzt. Dabei seien die Themen „Jugendwahn, Alter und Sterblichkeit, Kinderlosigkeit und Feminismus“ bei allem Humor ernst.

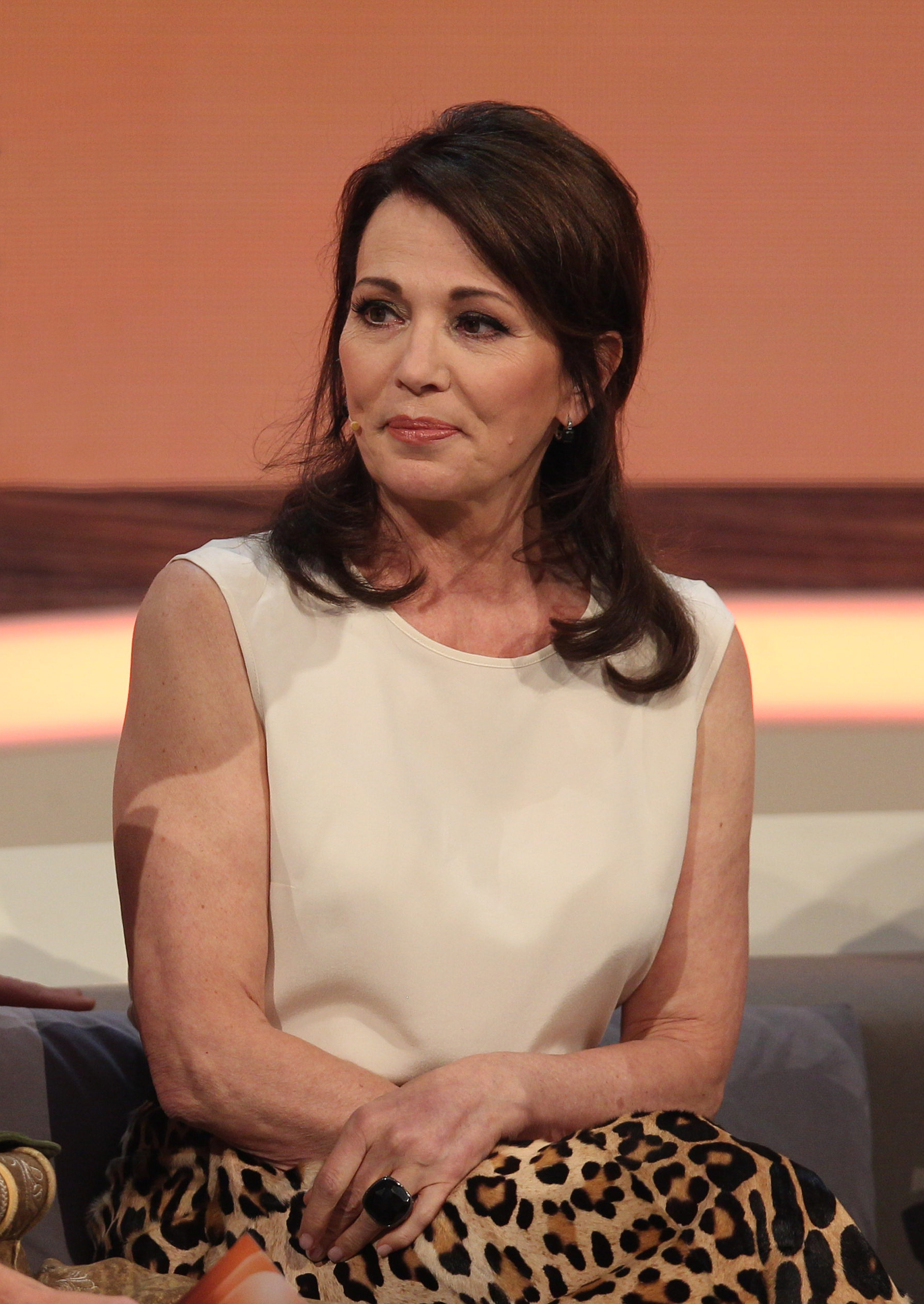
Hauptdarstellerin Iris Berben erhielt positive Kritiken für ihr Spiel im Film.

 Michael Stadler hob im Münchner Boulevardblatt Abendzeitung die richtige Dosierung „von Komik und Ernsthaftigkeit, geschliffenen Dialogen und perfektem Timing“ hervor, mit der die Hauptdarsteller trumpften. Er lobte auch tolle Sidekicks, „allen voran Carmen-Maja Antoni als dominantes Muttertier und einen weinfreudigen, aber immer weltklugen Bonvivant Michael Gwisdek“. Nach Meinung von Andreas von Filmstarts erweise sich Miss Sixty als „insgesamt kurzweiliger und gut inszenierter Film mit viel Dialogwitz sowie einer denkwürdigen, von Iris Berben furios gespielten weiblichen Hauptfigur“.
Deutliche Kritik äußerte die Stuttgarter Zeitung am Regiedebüt von Sigrid Hoerner. Der Film sei so steril „wie das Labor, wo sich Ei und Spermien treffen sollen“. Auf die Frage „Angst vorm Altwerden?“ laute die Antwort: „Nun ja, würden wir diesem unreifen Machwerk glauben, hätten wir allen Grund dazu.“ Dass auch eine Komödie ihre Figuren ernst nehmen müsse, um komisch zu sein, „scheint sich noch nicht bis zu Hoerner herumgesprochen zu haben. Sie fügt Klischee an Klischee, türmt Sketch auf Sketch und lässt ihre Figuren nichts als Sentenzen absondern, die auf Pointen schielen. Aber nichts zündet in diesem Lustspiel aus der Retorte“.
Bert Rebhandl verglich Hoerners Werk in der Frankfurter Allgemeinen Zeitung mit der Komödie Irre sind männlich von Anno Saul und befand für beide Filme: „Die Witze sind flach, die Handlung konventionell“. Komödie beginne, wenn sich jemand „nicht mit den Abziehbildern zufriedengibt, die hier als Figuren durchgehen müssen. Wo etwas auf dem Spiel steht, das nicht mit einem Eiertanz um Drehbuchformeln besänftigt werden kann“. Miss Sixty wisse mit seiner „biederen Witzigkeit“ nichts davon. Das Projekt sei zwar auf „professionelle Weise umgesetzt“, demonstriere jedoch, dass Hoerner dem „erzählerischen Prozesses“, den sie auf den Weg gebracht habe, „selbst zu misstrauen“ scheine.
Als „Feierabendfilm fürs Pantöffelchenkino“ bezeichnete Dirk Peitz die Komödie in der Welt. Sie handle vom Altwerden, doch um „ihr Anliegen unmissverständlich zu unterstreichen“, sehe die „Demografie-Klamotte selbst uralt aus“. Miss Sixty sei ein mit „Moralvorstellungen der Fünfzigerjahre, Witzen der Siebzigerjahre und der Fernsehästhetik der Neunzigerjahre ausgestatteter Kinofilm. Man müsste als Zuschauer – wie die Eier von Luise – schon vor zwanzig Jahren eingefroren worden sein, besser noch ein paar Jahrzehnte früher, um nun frisch aufgetaut Miss Sixty neu, lustig, gut, annähernd zeitgenössisch finden zu können“. Der deutsche Kinostart folgte am 24. April 2014.

## Erfolg
Miss Sixty feiert am 14. April 2014 in der Astor Film Lounge in Köln im Beisein von Besetzung und Crew Uraufführung. Am 24. April 2014 lief der Film in den deutschen Kinos an. Als Verleih agierte die im Juli 2013 neu gegründete Edition Senator. In Deutschland konnte sich Miss Sixty nach Ende des ersten Vorführwochenendes als höchster Neueinsteiger hinter Grand Budapest Hotel, Der Hundertjährige, der aus dem Fenster stieg und verschwand und Yves Saint Laurent auf Rang vier der Arthouse-Kinocharts platzieren. Bis Jahresende sahen den Film mehr als 108.500 Besucher. Die Komödie konnte sich damit unter den fünfzig erfolgreichsten deutschen Produktionen des Jahres 2014 platzieren. Im Free-TV wurde der Film erstmals am 17. August 2018 im Ersten ausgestrahlt.